# Apports des Étrusques aux Romains

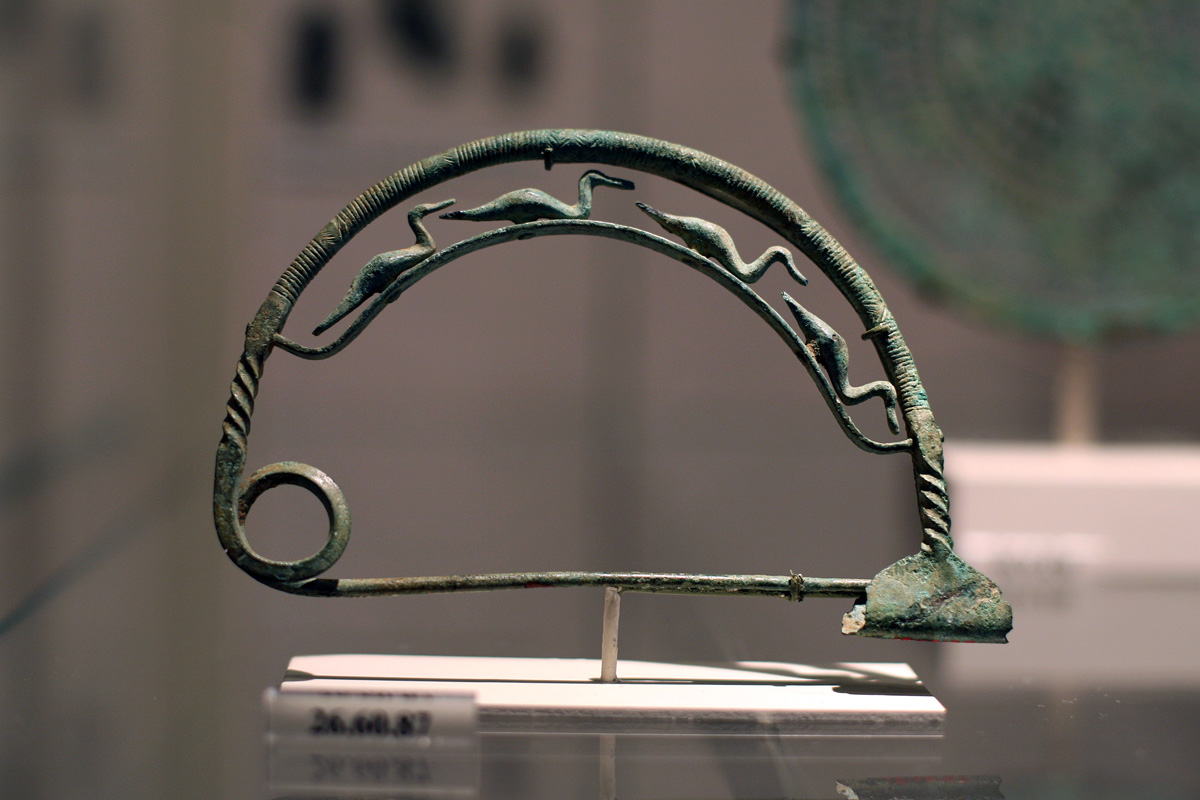
Fibule étrusque du

Les apports des Étrusques aux Romains sont les traits de la culture étrusque qui sont passés dans celle de la Rome antique.
Si beaucoup de traits de la culture étrusque émanent des coutumes et rites phéniciens, égyptiens et surtout grecs, leur originalité les rend remarquables surtout dans leur assimilation par le monde romain qui a longtemps eu une audience plus forte, même chez les historiens.

## Urbanisme
Les Étrusques connaissaient l'urbanisme avant les Latins à Rome, et ce sont eux qui organisent les villages et les tribus du bord du Tibre dans ce qui deviendra la ville de Rome, vers le début du VIe siècle av. J.-C.. Ils apportent également aux Latins des innovations dans :
- le bornage pour :
  - le rite de la limitatio, de délimitation de l'emplacement d'une ville à l'aide de la groma (instrument de mesure)[3].
  - le rite du templum, définissant les grands axes de la ville, le mundus, le cardo et le decumanus du plan hippodamien.
- Les fonctionnalités de la maison patricienne : atrium, compluvium, l'impluvium…
- L'hydraulique étrusque : assèchement des marais (la cloaca maxima du Forum Romain), le cuniculus, les égouts, les canaux d'irrigation, les brise-lame des ports, la recherche des puits artésiens[4].

## Organisation sociale
- le Kalendae, le calendrier et les semaines, les mois, les ides au milieu du mois lunaire ; le marquage par un clou, dans un mur du temple, des années écoulées,
- les institutions sacrées,
- l'enceinte sacrée de la ville, le pomerium,
- le système des noms de famille : formule onomastique à deux membres, prénom et nom (importance du groupe familial) ; il préfigure le système romain, le tria nomina, à trois éléments (le praenomen, le nomen et le cognomen),
- les collèges sacerdotaux,
- les archives,
- le conseil fédéral,
- la culture des vignobles.

## Art funéraire
- Les bas-reliefs historiés à thème mythologique des sarcophages

## Écriture
- l'alphabet étrusque
- le système de numération étrusque

## La guerre

### Organisation militaire
- la légion.
- la phalange[5].
- Le guerrier lourdement chargé : l'hoplite.

### Équipement
- le clipeus
- le bouclier rond portant le même insigne distinctif des gentilices. L'usage des boucliers avec insignes et des casques à crinière, sont d'après Hérodote une invention des Cariens[6].
- le casque à cimier,
- les cnémides,
- le pilum
- la trompette d'attaque

## Rituels

### Jeux
- les dés
- les Ludi scaenici qui donneront les jeux de scène, avec les danses sautées, le ludion, et l'histrion dans les farces.
- les Ludi circenses qui donneront les jeux du cirque.
  - le bige et le quadrige,
  - les combats de gladiateurs (issu du jeu de Phersu) ; ils sont intégrés aux jeux publics romains par Caius Marius en 105 av. J.-C.[7],
  - les ustensiles du combat comme l'éponge, l'aryballe et le strigile, ce dernier pour se racler la peau des impuretés (huile et poussière mélangées).

### Le triomphe
Les insignes du pouvoir :
- le siège curule ;
- le triomphe, et le défilé sur le char de parade ;
- les fasces des licteurs, avec sa labrys (hache bipenne, comme l'atteste la tombe du Licteur de Vetulonia) ;
- la trabée, la toge d'apparat ;
- les anneaux des chevaliers ;
- les phalères, décoration de métal, généralement circulaire, placée sur les harnachements des chevaux ;
- le manteau rouge du général en chef, la tunica palmata ;
- la toge prétexte, la toga picta ;
- les insignes du roi pendant la monarchie :
  - le sceptre étrusque en or, surmonté d'un aigle ;
  - la couronne d'or.

## Architecture
- l'ordre toscan
- le principe du temple issu du templum
- les premiers monuments à Rome,
- l'art de la terre cuite pour la décoration murale extérieure (comme les antéfixes) ou intérieure (plaques à bas-reliefs).
- Inventions étrusques omniprésentes dans l’architecture impériale :
  - arc en plein cintre et la voûte en berceau reposant sur des piliers ou pieds-droits (imposte)
  - encadrement par colonne ou pilastre semi-engagés
  - entablement monolithe faisant simplement décharge

## Les rites sociaux de la vie quotidienne
- le banquet ;
- le laticlave.

## Religion
L'historien des religions Georges Dumézil souligne que la religion romaine ne doit pas autant à l'Étrurie qu'il est usuel de le dire. L'apport étrusque aussi ancien qu'il ait pu se produire n'a fait qu'enrichir un système de croyances et de rites déjà bien structuré sans le modifier notablement.

### Art divinatoire

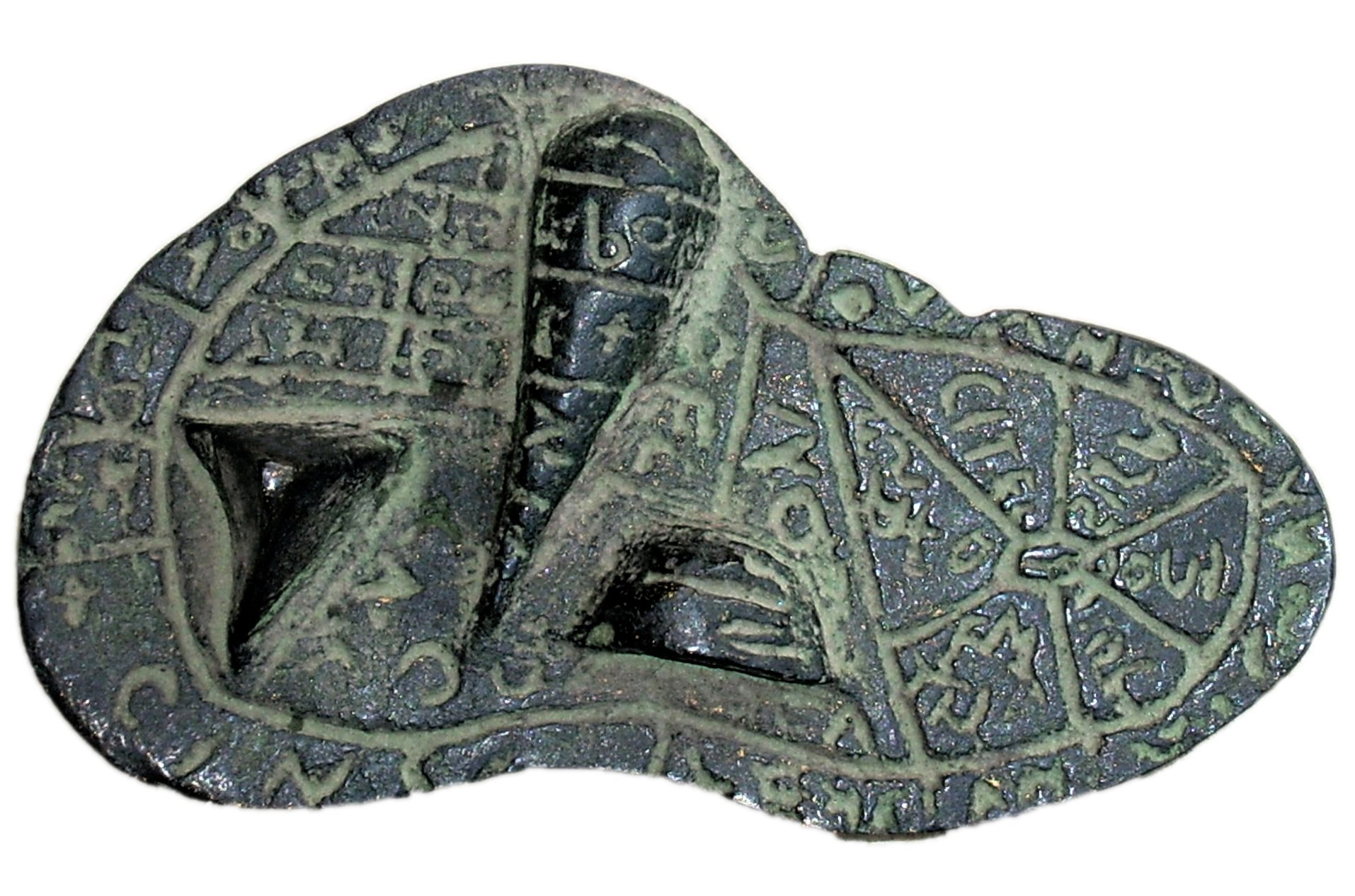
Le Foie de Plaisance

- L'examen des entrailles d'un animal sacrifié : hépatoscopie à partir d'un modèle en bronze (comme le foie de Plaisance), décryptant l'objet en secteurs attribués aux divinités.
- L'examen des phénomènes naturels dans le ciel : la brontoscopie, et le vol des rapaces, observé et décodé depuis le temple découpant le ciel en secteurs attribués aux divinités
- La conjuration des prodiges, les phénomènes naturels se passant lors de circonstances inhabituelles (foudre par ciel clair, mort subite sans cause apparente...)
- La pratique du templum pour déterminer les emplacements sacrés, en particulier des temples et des villes.

### Le Panthéon
- Lares[réf. nécessaire],
- Tableau de correspondances entre divinités étrusques et romaines
- le laraire, lieu de culte des divinités quotidiennes

## Les objets de la vie quotidienne

### Préparation du vin
- L'Infundibulum, filtre à vin largement utilisé par les Grecs puis les Romains.

### Habillement
- la fibule, utilisée dès la période orientalisante (VIIe siècle av. J.-C.)
- La toge taillée en demi-cercle
- les chaussures montantes à courroies dites tyrrhéniennes

## Mobilier
- le travail du bronze pour les candélabres ou les tables à trois pieds.